# Confederation Bridge
Die Confederation Bridge (französisch Pont de la Confédération) ist eine 1997 eröffnete Brücke über die engste Stelle der Northumberlandstraße (Abegweit Passage) im Osten Kanadas. Sie verbindet Kanadas kleinste Provinz, die Insel Prince Edward Island, mit der auf dem Festland befindlichen Provinz New Brunswick. Der Name Confederation Bridge (Konföderationsbrücke) verweist auf die Charlottetown-Konferenz im Jahr 1864 in Charlottetown, der Provinzhauptstadt von Prince Edward Island, bei der die Grundlage für die Kanadische Konföderation gelegt wurde. Bis zur Fertigstellung der Brücke im Jahr 1997 bestand eine Fährverbindung über die Abegweit Passage. Die Kastenträgerbrücke ist mit einer Länge von 12,88 Kilometern die längste Brücke Kanadas und gehört zu den längsten der Welt. Sie gilt als eines der weltweit bedeutendsten Brückenbauwerke. Aufgrund der widrigen klimatischen Bedingungen wurden die meisten Teile der Brücke an Land vorgefertigt, mit einem Kranschiff an ihre Position geschleppt und dort zusammengesetzt. Die Baukosten beliefen sich auf rund 1 Milliarde kanadische Dollar.

## Lage
Die zweispurige mautpflichtige Brücke verbindet das Cape Tormentine in New Brunswick auf dem kanadischen Festland mit Port Borden auf Prince Edward Island. Die Brücke bildet ein Teilstück des Trans-Kanada-Highway. Die von New Brunswick kommende New Brunswick Route 16 wird in der Brückenmitte zur Prince Edward Island Route 1. Die Confederation Bridge ist nicht nur die längste Brücke Kanadas, sondern auch die längste Brücke der Welt, die über ein zufrierendes Gewässer führt. Die Northumberlandstraße ist an der Stelle der Brücke bis zu 35 Meter tief.
Die Confederation Bridge wird von den Bewohnern von Prince Edward Island allgemein nur „The Bridge“ genannt. Während der Planungs- und Bauphase und vor der Wahl des offiziellen Namens 2006 wurde sie auch als „Fixed Link“ bezeichnet.

## Geschichte

### Die ersten Verbindungen zum Festland
Im Februar 1775 veranlasste der erste britische Gouverneur Walter Patterson einige Inselbewohner, Post über das gefrorene Packeis der Northumberlandstraße zu befördern. Für die eisfreien Zwischenstücke nutzten die Bewohner Kanus. Dieser Weg zwischen Wood Island (heute St. John’s Island) am südöstlichen Zipfel von Prince Edward Island nach Pictou auf Nova Scotia hatte sich bewährt und ist damit die erste urkundlich gesicherte Verbindung. In den Folgejahren wurde diese Strecke von kleinen Segelbooten sporadisch befahren; in den Wintermonaten mussten sie jedoch mühsam über die vereisten Flächen geschoben werden. Damit wurden mitunter Gefangene beauftragt.

### Verfassungsvertragliche Verpflichtung
Prince Edward Island trat erst am 1. Juli 1873 der Kanadischen Konföderation bei, also sechs Jahre später als die Nachbarprovinz New Brunswick. Die kanadische Bundesregierung verpflichtete sich, sommers und winters eine dauerhafte Verbindung zwischen der Insel und dem Eisenbahnnetz der Intercolonial Railway auf dem Festland zu gewährleisten. Dazu heißt es in den Prince Edward Island Terms of Union, die Teil der kanadischen Verfassung sind:

“Efficient steam service for the conveyance of mails and passengers to be established and maintained between the Island and the mainland of the Dominion, winter and summer, thus placing the Island in continuous communication with the Intercolonial Railway and the railway system of the Dominion […]”

„Ein gut funktionierender Dampfschiffverkehr zur Beförderung von Post und Passagieren soll zwischen der Insel und dem Festland des Dominion eingerichtet und unterhalten werden, im Winter und im Sommer, um somit die Insel in eine stetige Verkehrsverbindung mit der Intercolonial Railway und dem Schienennetz des Dominion zu bringen […]“

### Fährverbindung 1915–1997

Die Karte der damaligen Eisenbahngesellschaft Prince Edward Island Railway zeigt die Fährverbindungen zur Insel

Um diese Vereinbarung einzuhalten, musste eine Fährverbindung über die Northumberlandstraße geschaffen werden. Fähren verbanden Charlottetown und Georgetown mit Pictou in Nova Scotia sowie Summerside mit Shediac in New Brunswick. Die meistfrequentierte Route war allerdings die über die Abegweit Passage. Da die anfangs dort eingesetzten Dampfschiffe untermotorisiert waren, konnten sie im Winter nur unregelmäßig verkehren. Es wurde dafür sogar ein Preisnachlass gewährt, da der Kapitän auf die Mithilfe der Passagiere angewiesen war. Teilweise blieben die Schiffe tagelang im Eis stecken. Diese unbefriedigende Situation führte dazu, dass zwischen den neuen Häfen Port Borden – nach dem Politiker Robert Borden benannt – und Cape Tormentine in den 1910er Jahren eine neue Eisenbahnfähre eingerichtet wurde.

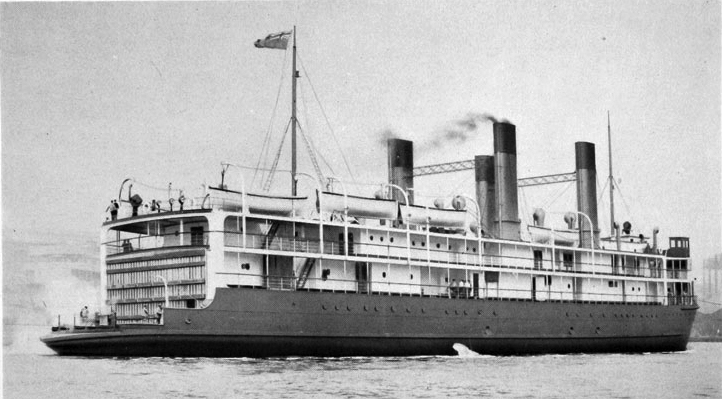
Die Fähre Prince Edward Island, 1914

Die Verpflichtung der Regierung aus dem Jahr 1912 führte drei Jahre später zur Eröffnung einer effizienteren Fährverbindung. Dazu kaufte der Bund die private Bahnverbindung zwischen Sackville und dem Cape Tormentine und gab gleichzeitig eine Bestellung für eine Eisbrecher-Eisenbahnfähre auf. Das erste Schiff namens Prince Edward Island verkehrte auf der alten Dampfschiffroute und war von 1915 bis 1968 im Einsatz. In den ersten beiden Jahren lag die Verantwortung für den Fährdienst bei der Canadian Government Railways (1917–1918); später ging sie auf die Canadian National Railway (1918–1977) über. 1977 spaltete sich die Tochtergesellschaft CN Marine ab, die 1986 in die Marine Atlantic überging.
Folgende Schiffe – bei den mit (E) gekennzeichneten Schiffen handelt es sich um Eisbrecher – erhielten den Fährbetrieb dieser Route aufrecht:
| Prince Edward Island (E) (1915–1968)                      | Scotia I (zu unterschiedlichen Jahren zw. 1917–1955)  |
| Charlottetown (E) (1931–1941)                             | Scotia II (zu unterschiedlichen Jahren zw. 1917–1968) |
| Abegweit I (E) (1947–1982), umbenannt in Abby (1982–1983) | Lucy Maud Montgomery (1969–1973)                      |
| John Hamilton Gray (E) (1968–1997)                        | Vacationland (1971–1997)                              |
| Abegweit II (E) (1982–1997)                               |                                                       |

### Vorschläge und Volksentscheid
Vorschläge für einen sogenannten „Fixed Link“, also eine feste Verbindung zwischen Prince Edward Island und dem kanadischen Festland, wurden schon in den 1870er Jahren gemacht. Der damalige Vizegouverneur von Prince Edward Island, George William Howlan, trat für den Bau eines unterseeischen Eisenbahntunnels unter der Northumberlandstraße ein. Er sah in der festen Anbindung der Insel die Möglichkeit, die alten Industriezweige zu stimulieren und neue zu gründen und sie auf eine Stufe mit denen der restlichen Provinzen zu stellen. Dazu entsandte er im März 1891 eigens eine Delegation zum damals zuständigen britischen Parlament. Die Idee geriet nach seinem Tod 1901 in Vergessenheit.
Erst in den 1950er und 1960er Jahren wurde die Idee einer festen Anbindung von Prince Edward Island wieder aufgegriffen. Im Jahr 1957 kam der Vorschlag auf, einen Deich über die Northumberlandstraße zu errichten. Eine 300 Meter lange Aussparung im Damm für den Schiffsverkehr wäre mit einer Brücke überwunden worden. Der Plan wurde aus schifffahrtstechnischen Sicherheitserwägungen als zu gefährlich zurückgewiesen. In den Jahren 1962 und 1965 wurde der Plan erneut aufgegriffen. Ein Kostenvoranschlag für eine Kombination aus Tunnel, Deich und Brücke sah damals Kosten in Höhe von 148 Millionen Dollar vor. Es wurden daraufhin Zufahrtsstraßen und Bahnverbindungen errichtet. Das Projekt wurde jedoch ab 1969 als zu kostspielig nicht mehr weiterverfolgt, da sich auch wissenschaftliche Experten für die Aufrechterhaltung der Fährverbindung starkgemacht hatten.
Mitte der 1980er Jahre brachten Geschäftsleute aus Nova Scotia aus eigenem Antrieb die Idee für den „Fixed Link“ erneut ins Gespräch. Sie gaben Machbarkeitsstudien in Auftrag und ließen die Öffentlichkeit befragen. In der Folge löste dies auf der Insel eine Debatte aus und führte am 18. Januar 1988 zu einem Referendum, in dem sich 59,4 Prozent der Inselbewohner für eine feste Anbindung aussprachen – obwohl noch völlig unklar war, welche Form diese haben würde. Gegner einer festen Anbindung warnten vor ökologischen Schäden eines solchen Projektes. Außerdem bestanden Zweifel, ob das Projekt finanziell gemeistert werden könne. Gegner äußerten, die Anbindung sei eine touristische Maßnahme zum Wohle des Festlandes; man befürchte die Ausbeutung der Insel durch Geschäftsleute von außerhalb der Insel sowie negative Einflüsse auf die Landwirtschaft und die Beschäftigungsquote.

### Evaluationen zum Brückenbau
Mit dem Referendum von 1988 konkretisierten sich die Planungen für ein Brückenbauprojekt. Zwischen 1988 und Mai 1992 wurden drei Vorschläge verschiedener Bauunternehmer für Brücken geprüft. Wegen der Größe des Projekts nahm der Bund für jeden Vorschlag eine Umweltverträglichkeitsprüfung vor. Die erste wurde im August 1990 veröffentlicht und prognostizierte unvertretbare Risiken für das Ökosystem sowie das landwirtschaftliche Kleinklima. Die Ursache dafür lag vor allem in der Verzögerung der Bewegung des sich im Winter in der Northumberlandstraße bildenden Meereises. Die Prüfung eines überarbeiteten Vorschlages führte schließlich Ende 1992 zu vorvertraglichen Vereinbarungen mit der Strait Crossing Development Inc.

### Brückenbau 1993–1997
Der Bau der Brücke begann am 7. Oktober 1993 mit der Errichtung von Hilfsbrücken an beiden Ufern sowie dem Bau eines großen Fertigteilwerkes bei Borden und eines kleineren auf der Festlandsseite. Sämtliche Brückenteile für die gevoutete, einzellige Spannbeton-Hohlkastenbrücke wurden an Land gefertigt, zu 192,5 m langen Auslegerträgern und fast 60 m langen Einhängeträgern zusammengesetzt und bis zu ihrem Einbau in diesen Fertigteilwerken gelagert. Damit unterscheidet sich der Bau der Confederation Bridge deutlich von dem anderer Brücken, die im Freivorbau-Verfahren errichtet wurden.
Etwa drei Kilometer westlich des Cape Tormentin bei Bayfield wurde eine weitere Anlage installiert, um die küstenseitigen Bestandteile der Brücke herzustellen. Die großen Brückenelemente wie die Brückenpfeiler, die Ausleger- und die Einhängeträger wurden in Amherst Head gebaut. Die einzelnen Brückenkomponenten wurden von 1994 bis Sommer 1996 gefertigt, ihre Montage dauerte von Herbst 1994 bis Ende 1996.
Der Schwimmbagger Betty-L hob die Gruben für die Pfeiler aus und ebnete den Meeresgrund. Vom Hochseeschiff Buzzard aus wurde Kontraktorbeton in die Baugrube gepumpt, der den Raum zwischen dem Felsuntergrund und der Unterseite der Pfeilerbasis füllte. Zu Spitzenzeiten waren bis zu 42 Boote an der Baustelle unterwegs. Am 2. Juni 1995 wurde die Brückenrampe auf der Seite von Prince Edward Island errichtet.
Alle vorgefertigten Brückenelemente wurden von Amherst Head mit dem Schwimmkran HLV Svanen von der Küste an den Einbauort in der Meerenge befördert und mit Hilfe von GPS-Geräten mit einer Genauigkeit von 2 Zentimeter positioniert. Insgesamt wurden 183 auf dem Land vorgefertigte massive Brückenelemente zur Baustelle transportiert. Dabei wogen die Hauptträger jeweils bis zu 7500 Tonnen bei einer Länge von 192,5 Metern. Die Traglast des Spezialschiffs Svanen wurde eigens für den Bau der Confederation Bridge auf 8700 Tonnen erhöht; das Schiff traf am 13. Juli 1995 in den Gewässern von Prince Edward Island ein.
Am 7. August wurde der erste Pfeiler von Svanen eingesetzt und am 11. Oktober 1996 war das gesamte Brückendeck fertiggestellt. Die Brücke erhielt am 27. September 1996 ihren offiziellen Namen aus einer Liste von rund 2200 Vorschlägen aus der Bevölkerung. Der letzte Belagträger wurde am 19. November 1996 um 23:30 Uhr montiert. In der Hochzeit der Bauphase arbeiteten bis zu 2079 Arbeiter an der Brücke und 415 Angestellte am Projekt; insgesamt waren über 5000 Menschen beteiligt. Im Frühjahr 1997 waren die letzten Arbeiten an den Zufahrten und der Mautstation abgeschlossen.

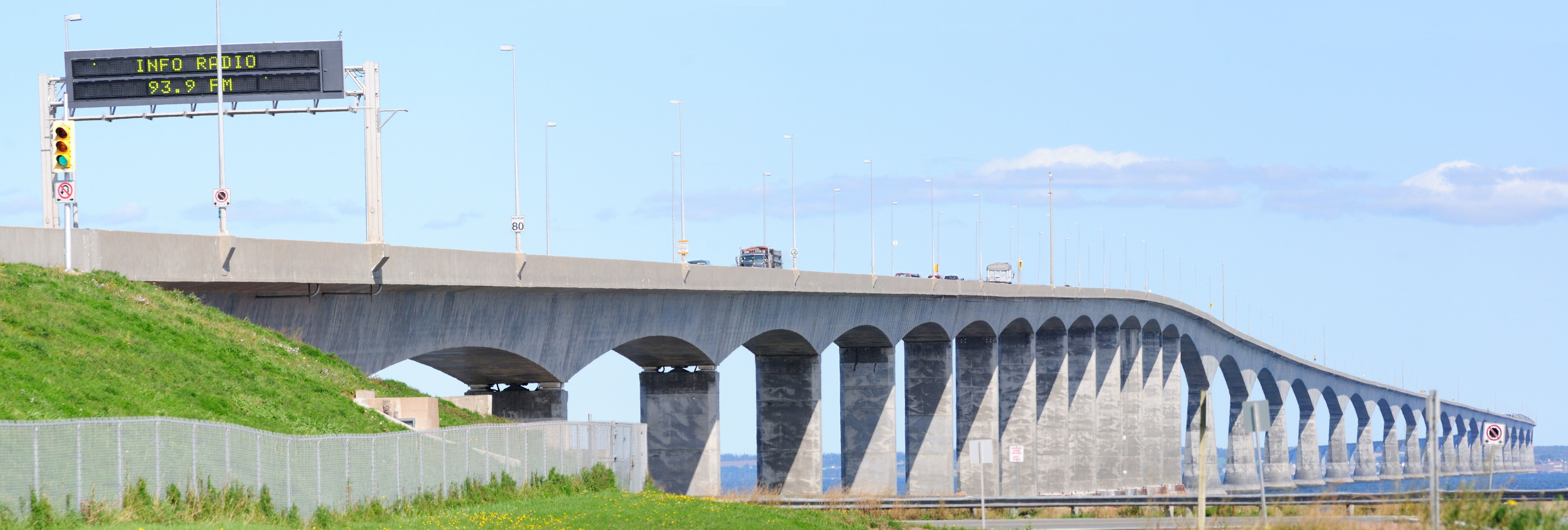
Blick von New Brunswick

### Seit der Eröffnung
Die offizielle Eröffnung fand am 31. Mai 1997 statt. Der erste Verkehr rollte ab 17 Uhr über die Brücke. Die Feierlichkeiten, an denen Schiffe der Kanadischen Küstenwache, der Schoner Bluenose II sowie die Kunstflugstaffel Snowbirds teilnahmen, wurden von CBC live übertragen. Der offiziellen Eröffnung ging am selben Tag ein Brückenlauf voraus, an dem sich über 20.000 Menschen beteiligten.
Mit der Eröffnung der Confederation Bridge verkürzte sich die Überfahrt über die Straße von Northumberland von vormals 45 Minuten mit der Fähre auf rund zehn Minuten Fahrzeit. Dies beeinflusste maßgeblich die verschiedenen Wirtschaftsbereiche der Insel. Die Zahl der Touristen stieg von 740.000 im Jahr 1996 auf 1,2 Millionen 1997 an. In den Folgejahren pendelte sich die Zahl auf rund 900.000 Besucher im Jahr ein. Allerdings ging mit der Erreichbarkeit der Insel über die Brücke die Zahl der Übernachtungen zurück, da Tagestouren auf die Insel bequemer geworden sind.
Darüber hinaus ermöglicht die Straßenanbindung ans Festland einen kontinuierlichen Güterverkehr, was sich auf den Export von landwirtschaftlichen Erzeugnissen auswirkt. Besonders die Produktion von Kartoffeln stieg seither stark an. Um der Nachfrage gerecht zu werden, wurden neue industrielle Fertigungsmethoden in der Landwirtschaft eingeführt. Aus Prince Edward Island werden auch Fertigprodukte wie Pommes frites und Kartoffelchips exportiert. Auch der Export von Meeresfrüchten nahm seither zu.
Mit der Brückenöffnung begann eine Veränderung im Einzelhandel. Zuvor waren große Einkaufszentren in den Seeprovinzen ausschließlich den größeren Städten vorbehalten. Seit 1997 finden sich auf der Insel Filialen der Ketten Wal-Mart, Future Shop, Staples oder The Home Depot. Damit verschwand eine Reihe kleinerer Geschäfte.
Seit 2007 trägt das Kfz-Kennzeichen von Prince Edward Island die Confederation Bridge als Motiv. Vom 16. bis zum 18. Juni 2017 wurde mit einem Brückenfest des 20-jährigen Bestehens der Brückenverbindung gedacht.

## Bau- und Betreibervertrag
Im Oktober 1993 wurde der aus mehreren Einzelverträgen bestehende BOT-Vertrag (Build, Operate, Transfer) abgeschlossen, in dem die Strait Crossing Development Inc. (SCDI) sich verpflichtete, die Brücke zu planen, zu bauen und zu finanzieren, sie nach der Fertigstellung 35 Jahre lang zu betreiben und danach in einem vertraglich festgelegten Zustand der kanadischen Regierung zu übergeben. An der SCDI waren kanadische, französische und niederländische Firmen beteiligt. Die SCDI beauftragte das aus den gleichen Partnern bestehende Strait Crossing Joint Venture (SCJV) mit der Ausführung der Bauarbeiten und die Strait Crossing Bridge Ltd.(SCBL) mit dem späteren Betrieb der Brücke. Für die Finanzierung des Projektes wurde die staatliche Strait Crossing Finance Inc. gegründet, die Anleihen auf dem Kapitalmarkt platzierte.
Über die Kosten des Projektes gibt es keine zuverlässigen Informationen. SCBL nennt in der Website der Brücke Gesamtkosten der Brücke von 1 Mrd. CAD (kanadische Dollar), ohne den Betrag aufzuschlüsseln. Es ist davon auszugehen, dass er neben den reinen Baukosten auch die Kosten der langjährigen Projektentwicklung, der Planung, der Planprüfung, der Baustelleneinrichtung, der Bauüberwachung, der Versicherungen und Sicherheiten usw. sowie des beim Bau durchgeführten Umweltschutz-Plans (Environmental Management Plan) enthielt. Es kann aber angenommen werden, dass die reinen Baukosten bei Vertragsabschluss mit 730 Mio. CAD kalkuliert waren, da die SCDI der Regierung neben dem üblichen Performance Bond als Sicherheit für die Fertigstellung der Brücke eine weitere Sicherheit gegen mögliche Kostenüberschreitungen in Höhe von 10 % der geschätzten Baukosten bzw. 73 Mio. CAD stellen musste. Damit sind allerdings nur die im Vertrag ausgewiesenen, kalkulierten Kosten gemeint, eine Aussage über die bis zur Fertigstellung aufgelaufenen tatsächlichen Kosten kann daraus nicht abgeleitet werden.
Als Gegenleistung für den Bau und Betrieb der Brücke erhält SCDI außer den Kreditzahlungen der Strait Crossing Finance Inc. auch die Mauteinnahmen, die von Zeit zu Zeit an die Inflation angepasst werden. Außerdem wurde zwischen der SCDI und der kanadischen Bundesregierung eine an die Strait Crossing Finance Inc. jährlich zu zahlende Subvention vereinbart, die auf der Basis des Wertes von 41,9 Millionen CAD im Jahr 1992 entsprechend der Entwicklung des Lebenshaltungskostenindexes laufend angepasst und ab Mai 1997 während der folgenden 35 Jahre gezahlt wird. Der Betrag entsprach den von der Regierung für den Fährbetrieb gezahlten Kosten. Für den Fall, dass die Brücke nicht bis Mai 1997 fertiggestellt worden wäre, war SCDI verpflichtet, den Fährbetrieb auf eigene Kosten fortzuführen.
Die Gesamtkosten des Projektes einschließlich der Instandhaltungs- und Rückgabekosten sowie einschließlich aller Zinsen, Tilgungen und sonstigen Finanzierungskosten lassen sich erst 2032 nach Ablauf der 35-jährigen Betriebszeit bestimmen; erst dann kann auch eine endgültige Aussage zum erwirtschafteten Gewinn oder Verlust des Projektes gemacht werden.

## Beschreibung

### Architektur und Bautechnik

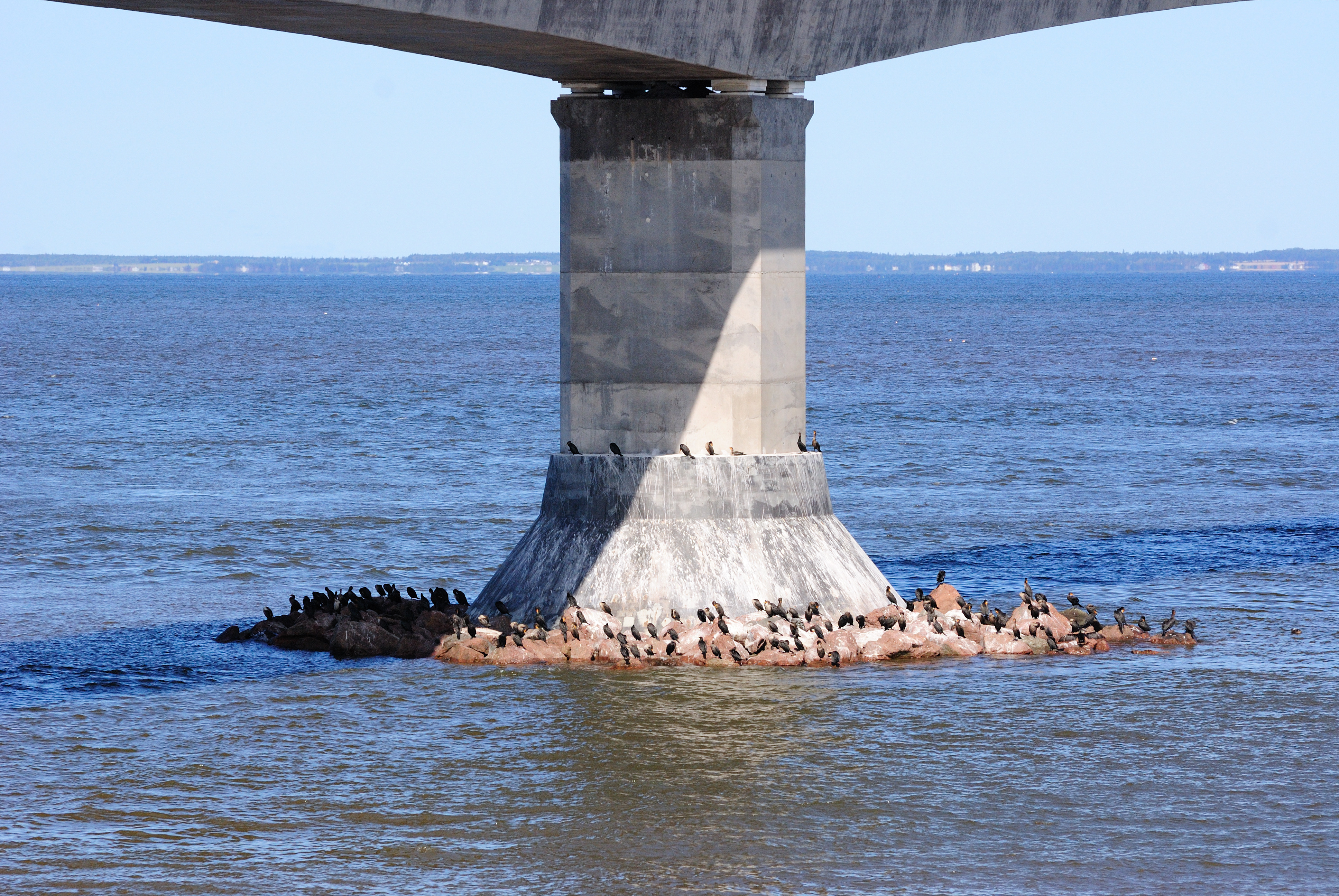
Brückenpfeiler mit konischer Basis zum Brechen von Eisschollen

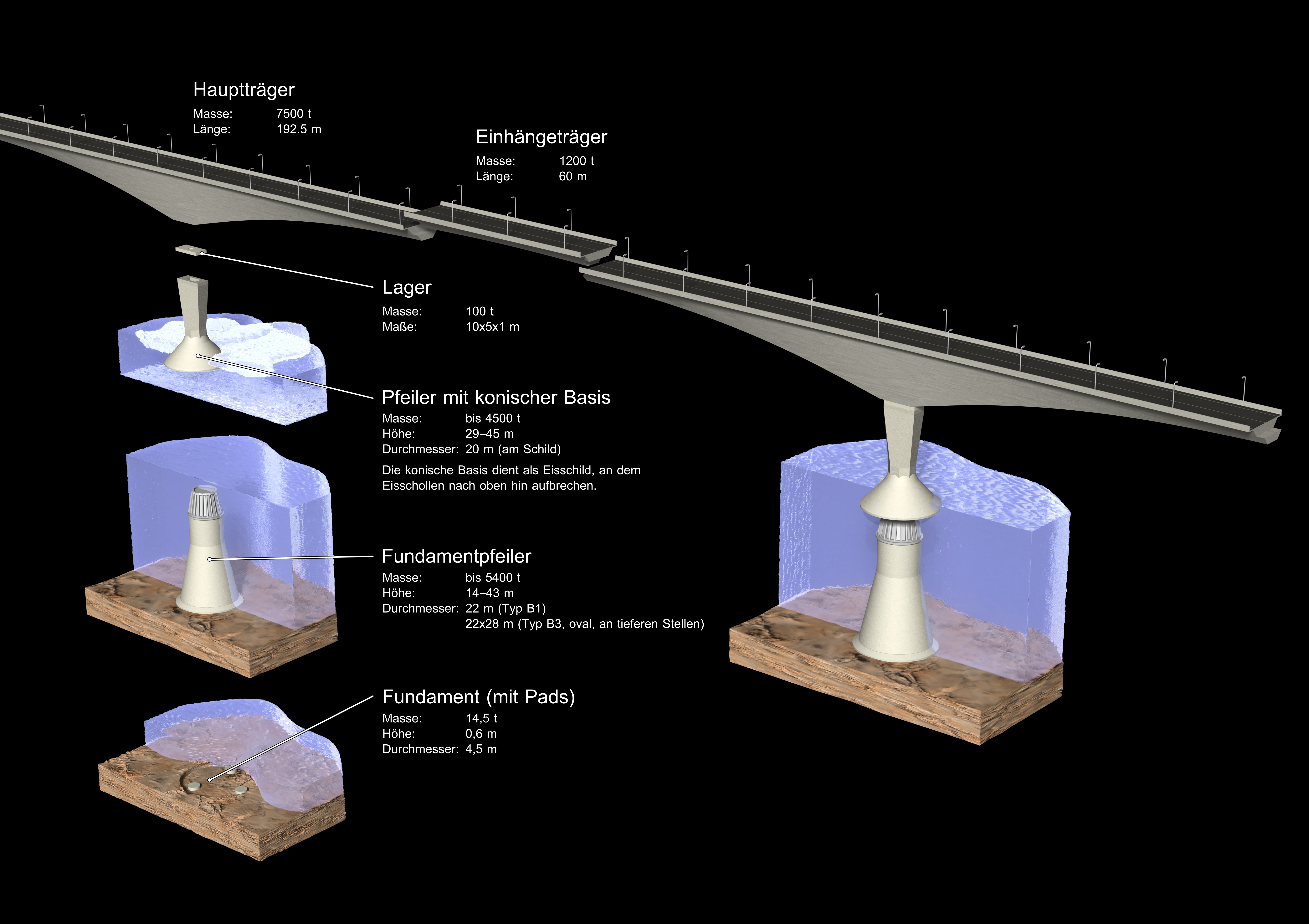
Modell der wichtigsten Brückenteile im Mittelteil der Confederation Bridge

Die insgesamt 12 Meter breite Brücke ist in drei Hauptteile unterteilt: je eine ansteigende Brückenrampe an den Ufern und eine Hauptbrücke dazwischen. Die Länge der Südwestauffahrt auf der Seite von New Brunswick beträgt 1,32 Kilometer und führt mit insgesamt 14 Brückenpfeilern über die kleine Insel Jourimain Island hinweg. Die Ost-Auffahrt von Prince Edward Island ist nur 0,57 Kilometer lang und besteht aus sieben Pfeilern. Die Feldweiten der Brückenrampen betragen im Schnitt 93 Meter. Die Pfeiler der Rampen reichen zwischen 3,0 und 5,1 Meter unter die Wasseroberfläche. Die 10,99 Kilometer lange Hauptbrücke wird von 44 Pfeilern getragen, die in einem Achsabstand von 250 Meter stehen. Die Brückenpfeiler bestehen aus vier Hauptkomponenten: einem Fundament zur Verankerung im Meeresboden, einem anschließenden Fundamentpfeiler, auf dem ein weiterer Pfeiler mit stark konischer Basis für das Aufbrechen von Eisschollen ruht, und an seiner Spitze ein 100 Tonnen schweres Lager für die nach beiden Seiten auskragenden Hauptträger. An den Enden der Hauptträger befinden sich Stahlmembranen als Widerlager für die 60 Meter langen Einhängeträger, die die Hauptträger miteinander verbinden. Die Fundamente haben unterschiedliche Formen und Größen und liegen zwischen 30 und 39,8 Meter (Pier 26) unter der Meeresoberfläche. Die Fundamentpfeiler haben an ihrer Basis einen Durchmesser von 22 Meter und sind ebenso wie darauf aufsetzenden Pfeiler aus einem Stück gegossen. Die konische Basis der Pfeiler dient dazu, die Schollen des Treibeises im Winter nach oben zu drücken, damit sie von den scharfen Kanten der Pfeiler leichter gebrochen werden können.
Die Confederation Bridge verläuft bis zur Mitte leicht ansteigend und fällt danach wieder leicht ab, da sie in der Mitte Durchfahrtsöffnungen für den Schiffsverkehr hat. Ihre lichte Höhe über dem Meeresspiegel beträgt maximal 60 Meter. Sie weist in nordöstlicher Fahrtrichtung eine leichte Linkskurve auf, die eingeplant wurde, um der starken Monotonie und damit der Gefahr des Einschlafens am Steuer entgegenzuwirken.

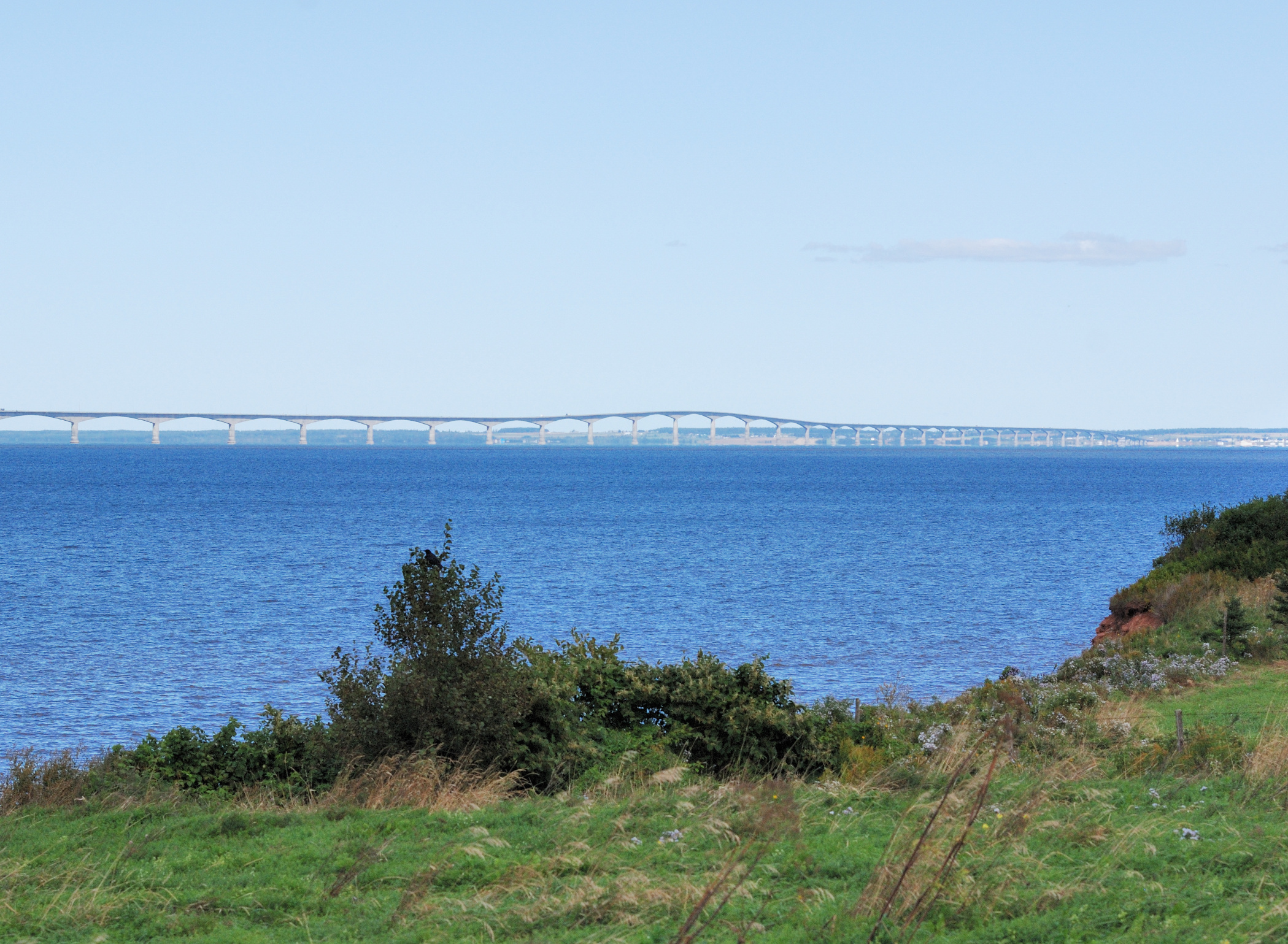
Im Seitenprofil ist die Erhöhung in der Brückenmitte für den Schiffsverkehr erkennbar

Das Design der Brücke schufen der französische Brückenbauingenieur Jean Muller (1925–2005) und die in Edmonton ansässige Firma Stantec. Es hatte aufgrund der geografischen Lage einige spezielle Anforderungen zu erfüllen. Eine dieser Anforderungen war es, die Brücke derart zu gestalten, dass die im Winter entstehenden Eisschollen möglichst ungehindert durch die Brücke weitertreiben. Dazu wurde eine aus realen Daten gespeiste Computersimulation durchgeführt. Zusätzlich beobachteten und erfassten die Planer die Eisflächen vom Hubschrauber aus. Auf der einen Seite wurde die Brücke so konzipiert, dass sie einem Druck der Eisschollen bis zu 3000 Tonnen standhalten kann. Auf der anderen Seite sollten die Pfeiler, die wie ein Rechen wirken, die Eisschollen nicht allzu stark am Durchgang hindern. Würde die Brücke die Eisschmelze verzögern, hätte das klimatisch und wirtschaftlich negative Folgen. Die Ice Climatology Division of Environment Canada in Ottawa berechnete für die ursprünglich geplante Brücke, dass sich im Extremfall die Rückbildung der Eisflächen auf der Northumberlandstraße um zwei Wochen verzögern könnte. Daher entschloss sich die SCJV, den Abstand der Pfeiler von 175 auf 250 Meter zu vergrößern. Damit würde die Verzögerung im schlimmsten Fall zwei Tage dauern und statistisch nur einmal in 100 Jahren vorkommen.
Die Brücke erhielt für ihr Design eine Reihe nationaler und US-amerikanischer Auszeichnungen, darunter 1998 zwei Preise des American Concrete Institute, und 1999 den Bridge Award der Engineers’ Society of Western Pennsylvania sowie 1998 den Award for outstanding structures der Fédération Internationale de la Précontrainte.

### Materialien und technische Daten

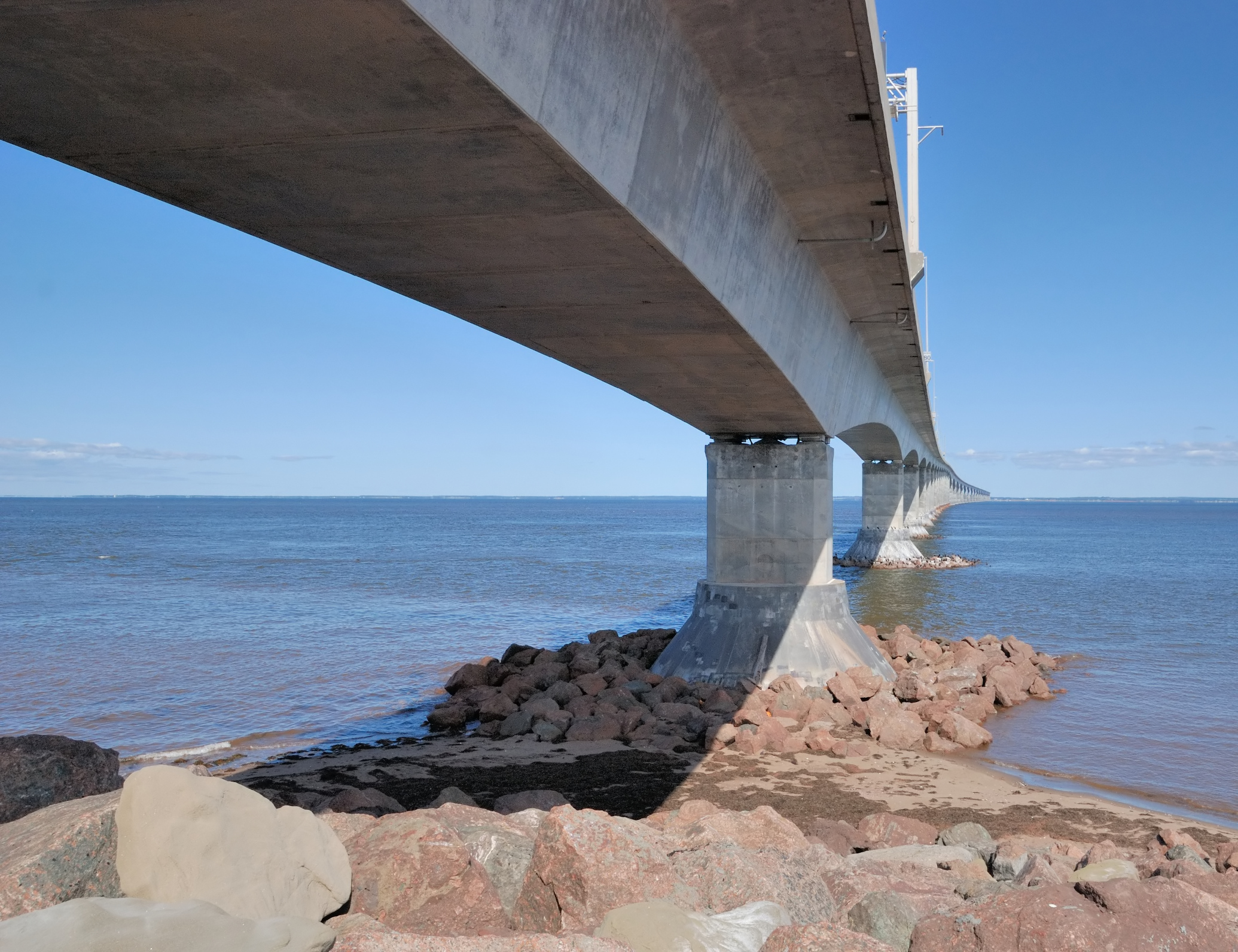
Der bei der Confederation Bridge verwendete Beton wurde speziell für diese Brücke entwickelt

Die klimatisch extreme Umgebung an der Northumberlandstraße stellte besondere Anforderungen an den Beton. Der Diffusionskoeffizient des eigens für dieses Brückenprojekt entwickelten Materials beträgt nach Messungen weniger als 4,8 × 10−13 m²/s und ist damit 10 bis 30 Mal niedriger als bei konventionellen Betonmischungen. An der Confederation Bridge wurden insgesamt 478.000 m³ dieses speziellen Betons verbaut. Zu den Eigenschaften des Spezialbetons gehört ein deutlich höherer Schutz vor Korrosion. Umfangreiche Tests an der Betonmischung ergaben unter anderem besondere Widerstandsfähigkeit gegenüber Frost- und Tauperioden, ausgeprägte Temperaturleitfähigkeit bei Sulfat und Chlorid. Damit ist die Lebensdauer der Brücke aufgrund des verwendeten Betons mit 100 Jahren etwa doppelt so hoch angesetzt wie bei konventionellen Brücken.
Für das gesamte Bauwerk wurden insgesamt 58.500 Tonnen Bewehrungsstahl und 13.960 Tonnen vorgespannte Kabel von 12.690 Kilometer Länge verbaut. Für die Brückenpfeiler wurden insgesamt 277.100 m³ Erdreich ausgehoben.

### Sicherheitsvorkehrungen

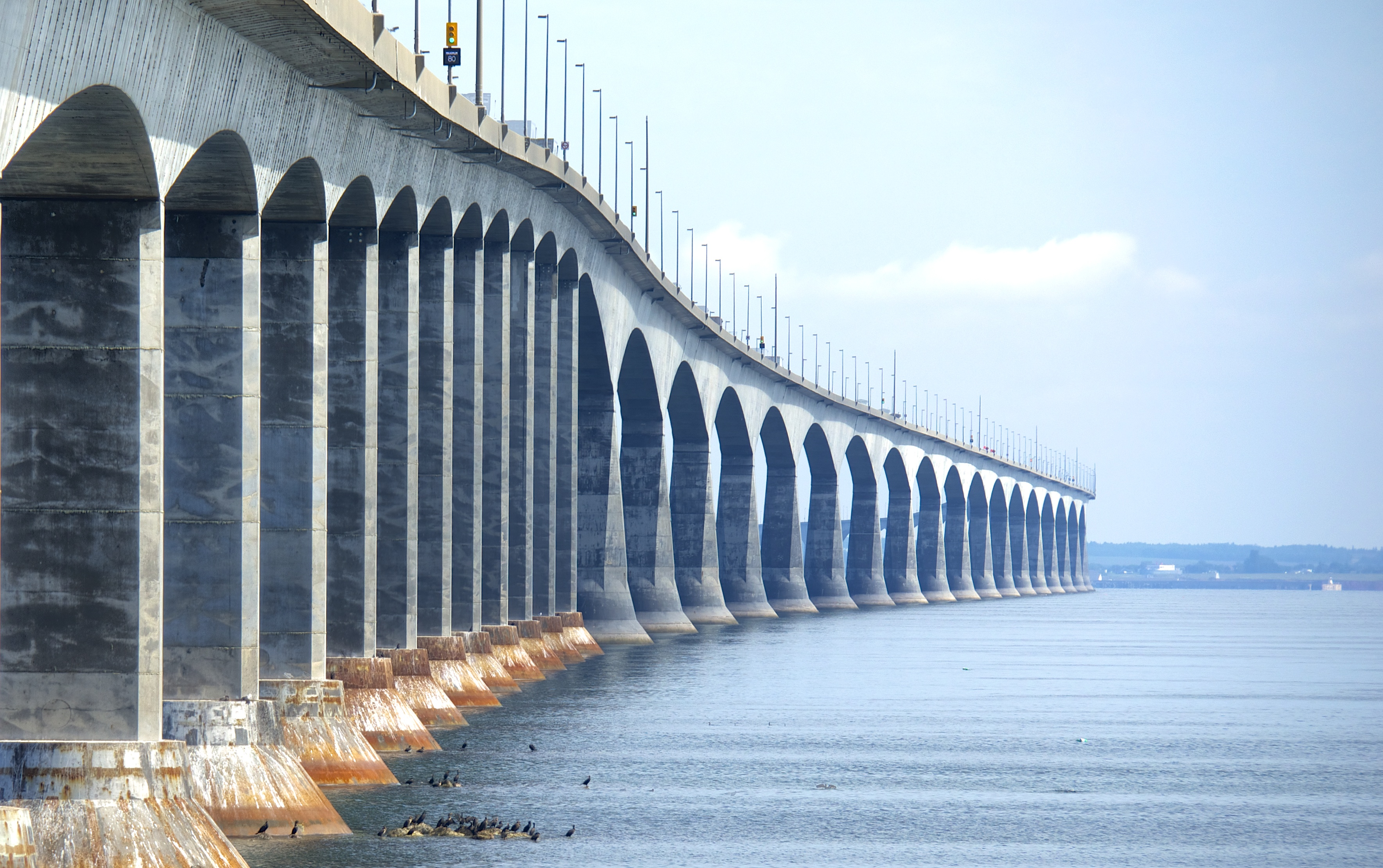
Seitenansicht

Die 11 Meter breite Fahrbahn der Confederation Bridge hat je Fahrtrichtung eine 3,75 Meter breite Fahrspur und einen 1,8 Meter breiten Standstreifen. Da starke Winde aufkommen können, beträgt die Höchstgeschwindigkeit für alle Fahrzeuge 80 km/h. Überholen ist auf der Brücke grundsätzlich untersagt. Die Fahrbahndecke besteht aus einem besonders haltbaren bitumenhaltigen Belag, der das Entstehen von Gischt durch den Straßenverkehr während regnerischer Tage stark eindämmt. Über 7000 Abläufe sorgen zusätzlich für die Entwässerung der Fahrbahn. Die Brückentrasse wird an beiden Rändern von 1,1 Meter hohen Betonmauern abgeschlossen. Sie verdecken für Insassen von Personenkraftwagen zwar teilweise die Sicht auf das Meer, schützen jedoch vor Luftverwirbelungen, die sich häufig 40 bis 60 Meter über dem Meer ergeben. Sobald die Winde Geschwindigkeiten von 20, 40 oder 60 km/h erreichen, reduziert sich die zulässige Geschwindigkeit um jeweils 20 km/h. Zusätzlich sinkt ab Windgeschwindigkeiten von 70 km/h die durch die Anzeigetafeln vorgegebene Durchfahrtshöhe der Fahrzeuge von 5,50 m auf 2,20 m. Bei noch stärkeren Winden wird die Benutzung der Brücke ganz unterbunden.

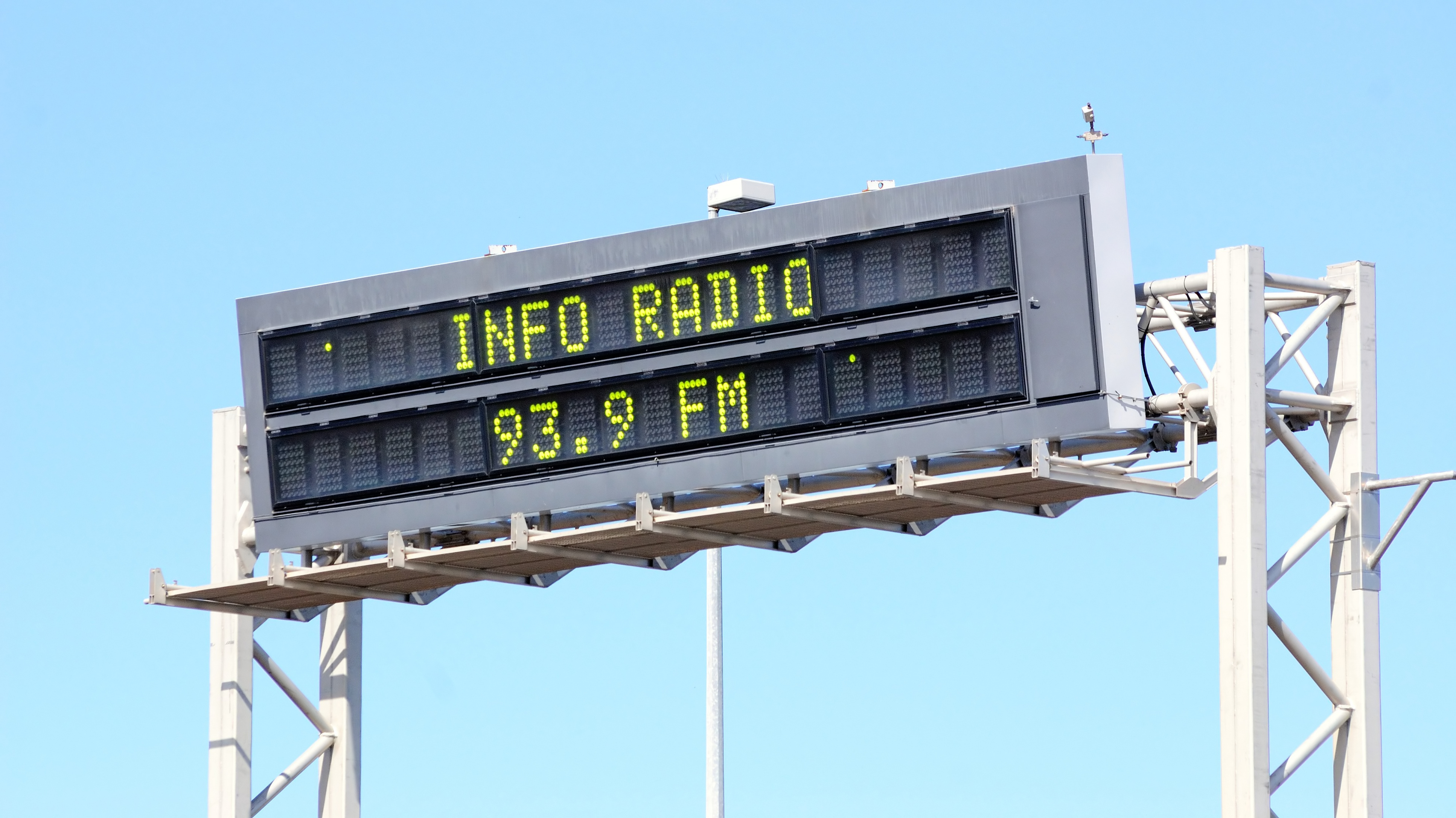
Anzeigetafel an der Auffahrt

Die Brücke wird rund um die Uhr mit Hilfe von 22 Videoüberwachungskameras beaufsichtigt. Darüber hinaus verfügt die Confederation Bridge über eine unterbrechungsfreie Stromversorgung für das Verkehrsregelungssystem, bestehend aus Ampeln, einem Alarmsystem und Notrufsäulen, die in Abständen von 750 Metern aufgestellt sind. An der Brücke befindet sich außerdem eine Wetterstation, die Windgeschwindigkeit und -richtung, Luft- und Straßentemperatur, Feuchtigkeit sowie den Taupunkt misst. Eine digitale Verkehrstafel informiert den Autofahrer über sämtliche sicherheitsrelevanten Punkte.
Darüber hinaus gibt es besondere Bestimmungen bei Fahrzeugen mit Überbreite. Güterverkehr muss Gefahrgutladung vorher anmelden.

### Maut
Maut wird nur bei Überquerung der Brücke von Prince Edward Island zum Festland hin erhoben. Daher gibt es nur auf der Nordseite der Brücke eine Mautstation. Der im Jahr 2021 für ein Auto fällige Betrag lag bei 48,50 kanadischen Dollar (2017: 46,50 CAD, 2009: 42,50 CAD). Fußgängern und Radfahrern ist es nicht gestattet, die Brücke zu überqueren; es existiert jedoch ein kostenpflichtiger Shuttle-Service. Dessen Kosten liegen bei 4,50 CAD für Personen bzw. 9,25 CAD für Radfahrer (2021). Bei regelmäßig verkehrenden Bussen und Lastwagen kann über einen Transponder die Maut automatisch erhoben werden.